# Powis Castle
Powis Castle (walisisk: Castell Powys) er et middelalderligt slot i Powys, Wales.
Slottet har også været kendt under navnene Castell Coch, Castell Pool, Castell Pola, Castell Pole, Castell Trallwng, Red Castle, Redde Castle pg Castel Cough.
Til forskel fra mange af de andre store fæstninger i Wales, så blev Powis Castle ikke opført af englændere for at kontrollere området, men af en walisisk prins i slutningen af 1200-tallet af Gruffydd ap Gwenwynwyn efter tilladelse fra kong Edvard 1.
Det er sæde for jarlen af Powis, og det er kendt for sit omfattende haveanlæg, terasser, park, dyrepark og landskab. Den usædvanlige stavemåde med et i i stedet for y, som det skrives i countiet, stammer fra Herbertslægtens titel som lord og senere jarl af Powis. Powis er en forkortet version af den latinske stavemåde af det walisiske Powys.
Slottet har været hjem for Herbertslægten, der er i familie med Cliveslæten, men modsat en udbredt misforståelse har Robert Clive aldrig ejet eller boet på slottet. Ejendommen ejes af National Trust efter at være blevet skænket til organisationen i 1952.
Prinsesse Victoria (den senere dronning Victoria af Storbritannien) besøgte slottet som barn, da hendes mor tog hende med på en rejse rundt i England og Wales i 1832.